# Picinisco
Picinisco (Pëcënìschë in dialetto locale) è un comune italiano di 1 099 abitanti della provincia di Frosinone nel Lazio.

## Geografia fisica

### Territorio
Il comune è ubicato presso il confine con l'Abruzzo e il Molise: condivide con Acquapendente, San Vittore del Lazio, Cittareale e Accumoli la particolarità di essere uno dei cinque comuni laziali il cui territorio comunale confina con più regioni diverse da quelle di appartenenza. Picinisco giace su un'altura di natura rocciosa a 725 metri s.l.m. nella valle di Comino. Occupa una superficie di circa 6000 ettari, gran parte dei quali all'interno del parco nazionale d'Abruzzo, Lazio e Molise. 

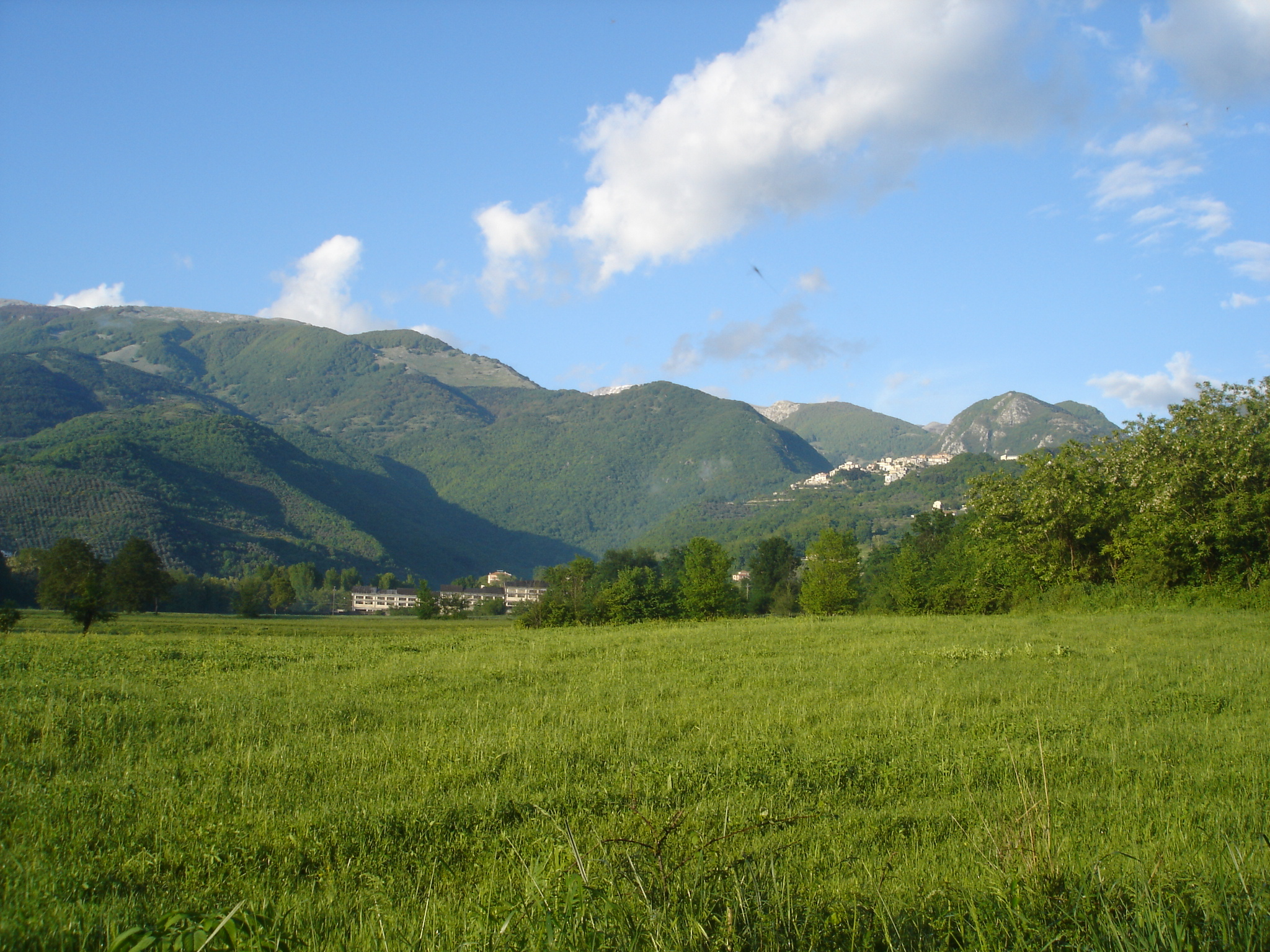
Picinisco

Il territorio, prevalentemente montuoso, interessa il versante occidentale del monte Meta (2.242 metri) che dà il nome all'omonima catena. La parte più dolce e collinare è attraversata da due fiumi, il Mollarino che nasce dal monte La Monna (Mainarde) e il Melfa che sgorga da un'alta roccia calcarea nella Valle di Canneto, a 1020 m s.l.m.
Il gruppo montuoso del monte Meta si estende dal Sangro al Volturno, si mantiene altissimo con i fianchi dirupati a picco e con vette che superano i duemila metri; queste, dirigendosi dal monte Petroso alla Costa dell'Altare, dividono il panorama in due settori, uno del versante abruzzese-molisano, l'altro del versate laziale.

Le cime più importanti sono: il monte Petroso (2.249 m), il Monte Altare (2.174 m), il monte Tartaro (2.191 m), Torretta di Paradiso (1.976 m), il monte a Mare (2.161 m), la Metuccia (2.105 m), il monte Forcellone (2.030 m), il monte Cavallo (2.039 m), il monte Mare (2.005 m)

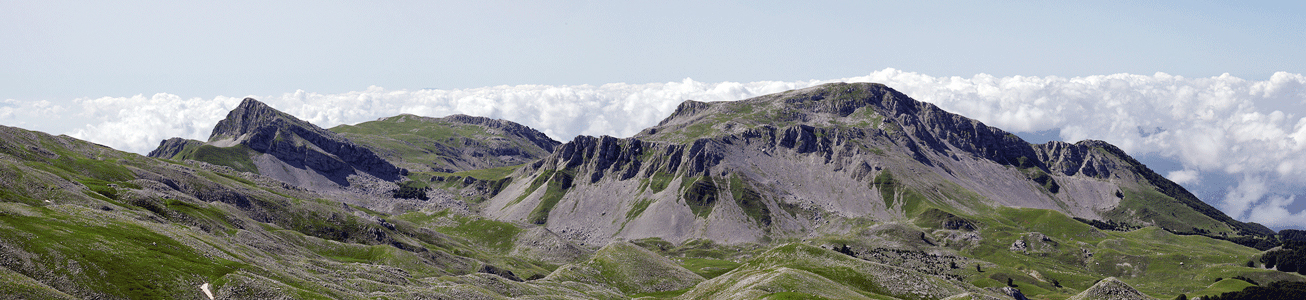
Panoramica M.Cavallo e M.Forcellone

### Clima
Classificazione climatica: zona E, 2407 GR/G.
Pur essendo un comune di media montagna, il clima è temperato e non si verificano notevoli sbalzi di temperatura. L'inverno non è molto rigido, mentre l'estate è mite. La nebbia non è frequente e la neve non rimane composta per molto tempo.

## Origini del nome
Diverse sono le opinioni sull'origine del toponimo Picinisco. Secondo diversi studiosi "Pecenisco" proviene dal capitano Saraceno "Pecenesco" che lo fondò, alcuni invece ipotizzano che derivi dalla "Pica" (uccello consacrato a Marte), altri ancora ritengono che provenga da "Pico" o "Picco", albero simile al cipresso che cresceva in quest'area. Molte sono le variazioni toponomastiche che si sono susseguite nella storia: Piczinisci, Castro Piceno, Picenum, Placiniscum, Picinesto, Piciniscum... dopo il 1700 appare la denominazione attuale.

## Storia
Sebbene il toponimo Picinisco non abbia un'origine chiara, la storia dell'insediamento umano nel suo territorio comincia sicuramente in tempi remoti. Superstiti iscrizioni e tratti di mura poligonali testimoniano che l'area fu abitata dai Sanniti e in seguito conquistata dai Romani.
A partire dal Medioevo ha seguito le sorti delle città vicine, in particolare di Atina e Alvito alle cui giurisdizioni politiche ha fatto capo.
Il nome Picinisco figura per la prima volta in un documento del 1017; in quell'anno, infatti, i fratelli Pandolfo III e Pandolfo IV, principi di Capua, concessero la chiesa di San Valentino, sita ai confini della Contea Cominense nel territorio di Piczinisci (Picinisco), al Monastero di Montecassino.
Risale, invece, al 1054 l'incastellamento del paese per opera dei due conti dei Marsi, Oderisio II e Rainaldo III.
Nel giugno 1150 Ruggero il Normanno conquistò tutto il Mezzogiorno d'Italia per la corona di Napoli, ciò comportò l'annessione di Picinisco al Regno delle Due Sicilie fino al 1860.
Per oltre tre secoli, dal 1193 al 1503, il territorio cominense non ebbe che brevi periodi di quiete; al pari di altre regioni del Regno fu turbato da tumulti, sconvolgimenti e guerre. Normanni, Svevi, Angioini, Aragonesi, Francesi e Spagnoli vi piombarono a intervalli.
Con il susseguirsi sul trono di Napoli di varie dinastie straniere anche le contrade del Cominese venivano cedute a diverse casate. Picinisco passò dai d'Aquino ai Cantelmo e da questi ai Borgia, per poi passare al Navarro, al Cardona, ai Di Capua e in ultimo ai Gallio.
Nel Cinquecento la zona venne funestata dai briganti, stanziatisi a Picinisco nel 1590; il fenomeno si ripresentò anche alla fine del Settecento e, con carattere differente, dopo l'unificazione d'Italia.
Nel 1927, nell'ambito di un'ampia revisione amministrativa operata dal regime fascista, Picinisco passò dalla provincia di Terra di Lavoro alla Regione Lazio divenendo parte della neo-costituita Provincia di Frosinone.
Negli anni dalla seconda guerra mondiale, tra il 1941 e il 1943, Picinisco è uno dei comuni del Lazio adibiti a luogo di internamento civile. Vi giungono in soggiorno coatto rifugiati di varie nazionalità, inclusi una quindicina di profughi ebrei. Il periodo più difficile viene dopo l'8 settembre 1943 con il passaggio del fronte. Il paese trovandosi sulla Linea Gustav subì l'occupazione da parte dei soldati tedeschi che fecero sfollare gli abitanti. Bombardato, il paese fu sottoposto ad angherie e venne liberato la mattina del 29 maggio 1944 dalle truppe italiane (Corpo Italiano di Liberazione). Nonostante il pericolo di arresto e la fuga, nessuno degli ex-internati ebrei risulta negli elenchi dei deportati.
Nel dopoguerra, a causa di una forte crisi economica, un'importante emigrazione ridusse notevolmente il numero degli abitanti spopolando numerose frazioni.
Nell'agosto del 1978, presso la località Prati di Mezzo, si svolse il Campo Nazionale per la branca Esploratori/Esploratrici del Corpo Nazionale Giovani Esploratori/Esploratrici Italiano (CNGEI).
Nel 1984 Picinisco venne colpito da un terremoto di magnitudo 5,9 che danneggiò il centro storico.

## Monumenti e luoghi d'interesse

### Centro storico

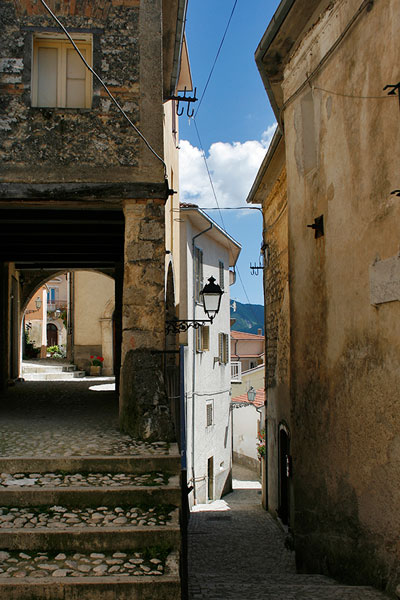
Via Ponte e via Maggiore (ora Via G. Ferri)

Il centro storico di Picinisco, sviluppatosi all'interno della cinta muraria posta a difesa del castello, conserva tuttora le caratteristiche dell'impianto medievale fortificato.
Porta Saracena, Porta Codarda, Porta Rione, La Portella e il duo Porta della Prece e Porta degli Orologi, sono gli storici ingressi del centro. In origine Porta Saracena era l'entrata principale ma, in seguito allo sviluppo urbanistico del paese, ha passato il testimone alla Porta degli Orologi.
La "spina dorsale" è via Maggiore (ora via G. Ferri), attraversa tutto il centro partendo da piazza E. Capocci per giungere a piazza Fucina, da lei diramano una miriade di viuzze laterali; palazzi signorili, vicoli e piazzette caratterizzano tutto l'"habitat". 

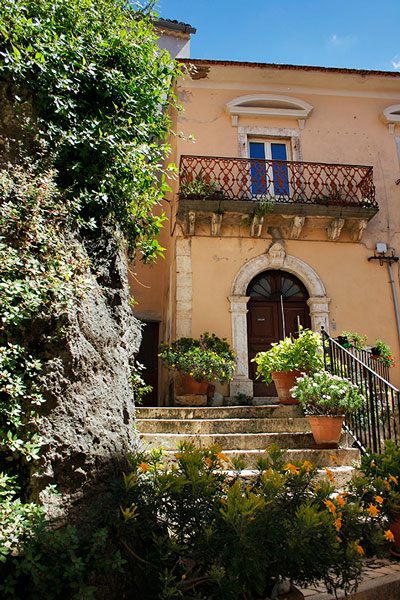
Palazzo signorile

Piazza E. Capocci con il palazzo degli orologi e il maestoso platano, rappresenta il cuore del paese. Strutturata come un gigantesco terrazzo, offre un panorama indimenticabile della valle sottostante.
La parte più alta del centro storico è occupata dal castello che nasconde al suo interno la suggestiva piazza Rione, invece nella parte più occidentale sorge piazza Fucina in cui è possibile ammirare una splendida meridiana.

### Architetture religiose
Chiesa di Santa Maria Assunta
La chiesa di S. Maria è tra le più antiche e illustri della diocesi di Sora, Cassino, Aquino, Pontecorvo. Di stile romanico, è un tempio a tre navate con atrio e soffitto a capriate di legno. Situata fuori dal centro storico, viene menzionata nel 1110 d.C. nella bolla di papa Pasquale II al vescovo di Sora Goffrido, è edificata su resti romani, all'interno custodisce un affresco del XIV secolo.
Collegiata di San Lorenzo Levita e Martire
Costruita nel 1305 d.C. ma più volte ampliata e restaurata, conta tre navate, sacrestia, due cori e una cappella. All'interno vanta un organo a canne del Catarinozzi del 1739. Di grande interesse è il campanile dell'XI secolo di pietra lavorata con scala interna a chiocciola, probabilmente era una torre di avvistamento militare.
Chiesa di San Rocco
Edificata nel 1500 sotto il titolo di San Carlo Borromeo e successivamente Madonna delle Grazie, dal 1800 è dedicata a San Rocco; sita in piazza Ernesto Capocci è a navata singola a volta con tribuna ovale, possiede cinque altari dedicati: alla Madonna delle Grazie, a San Giuseppe, a San Carlo e San Rocco, quest'ultimo è decorato con statue scolpite in stile romanico di cedro ed è posto nel centro della chiesa.

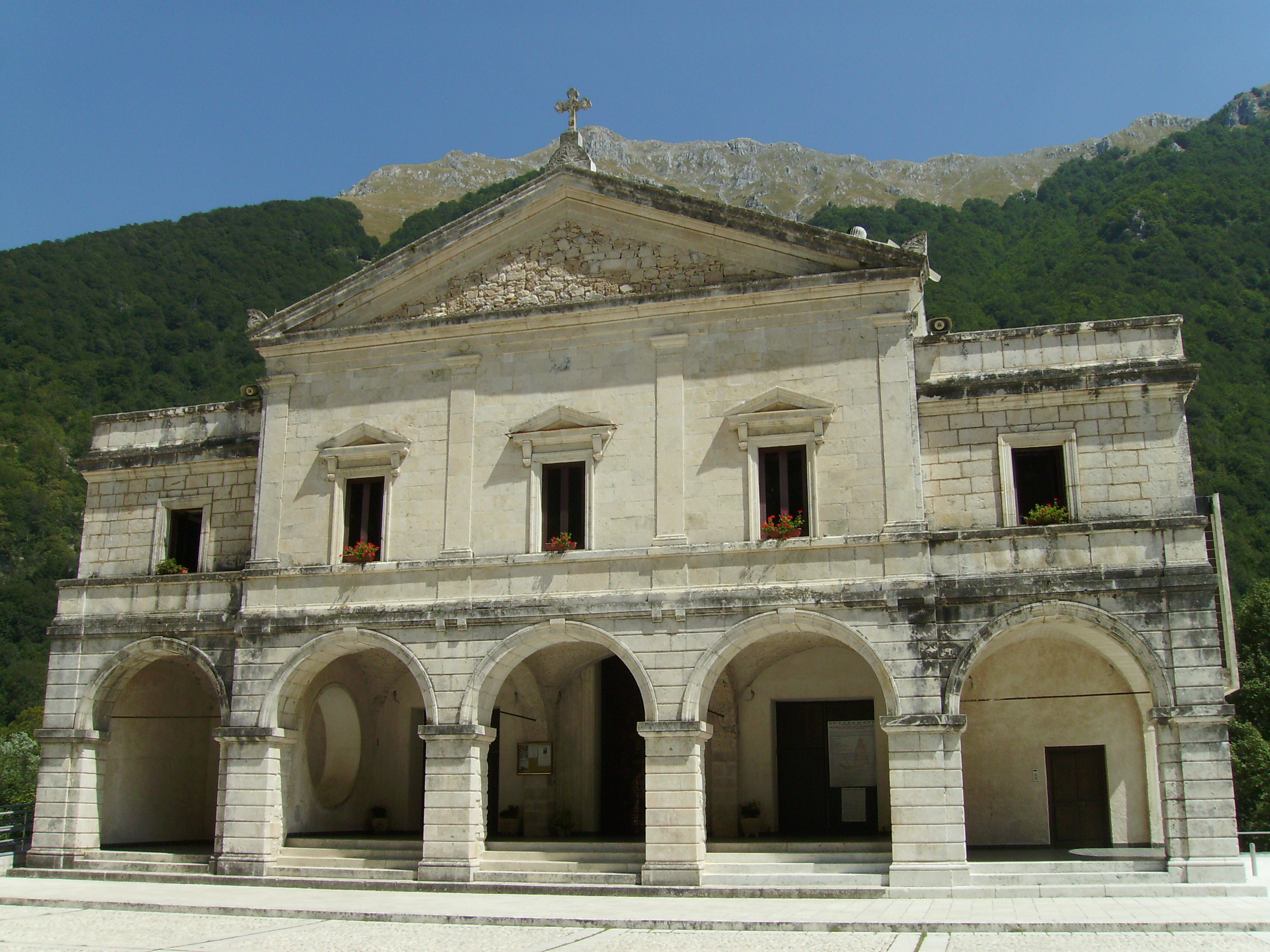
Santuario Madonna di Canneto

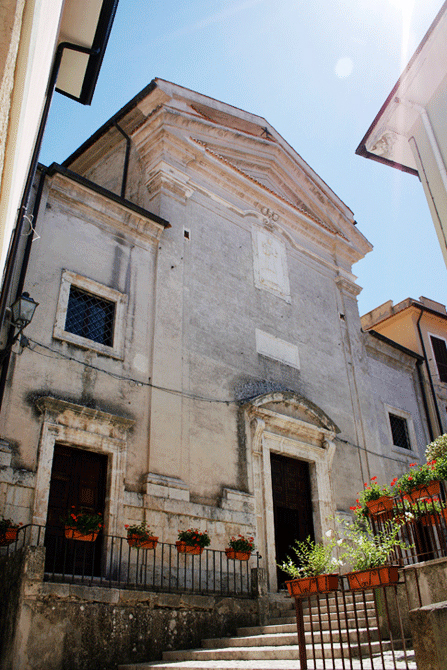
Collegiata di San Lorenzo L.M.

Santuario della Madonna di Canneto (Settefrati)
Il Santuario della Madonna di Canneto sorge nella Valle di Canneto (1020 m s.l.m.) posta alle falde del monte Meta. Viene menzionato per la prima volta in un documento del 819 d.C. La leggenda narra che la Vergine Maria apparve a una pastorella in località Capo d'Acqua nella parte superiore della Valle. Le evidenze archeologiche dimostrano che, prima della nascita di Cristo, questo era un luogo di culto pagano dedicato alla Dea Mefiti e solo a partire dal 400 d.C. divenne luogo di culto cristiano. Vi si accede da Settefrati attraverso una strada panoramica o da Picinisco percorrendo il sentiero che, passando per il laghetto di Grotta Campanaro, attraversa un paesaggio di rara bellezza e suggestività. Da marzo a novembre comitive di devoti vi si recano a venerare l'antico simulacro della Madonna Bruna, il pellegrinaggio tocca il suo culmine ad agosto.
Chiesa di Santa Giusta
Tra le chiese più antiche di Picinisco, è situata nella borgata Antica. Fu costruita a spese di quella popolazione e già esisteva nel 1305. Nel 1826 venne costruito nelle vicinanze un cimitero che ora è in disuso.

Chiesa di S. Maria di Costantinopoli
Trovasi nella borgata Serre al capostrada detto "Selvamisera". Risale al 1629, anno in cui tal Stefano Cascarini e altri devoti ne fecero richiesta al Vescovo di Sora.
Chiesa di San Giuseppe
Fu edificata nel 1714 nel sito denominato "Colavardio" (Colle della Guardia) nella borgata di San Giuseppe. Nel 1739 il vescovo le accordò il SS. Sacramento e il diritto di sepoltura.
Chiesa di San Gennaro
Edificata nell'omonima borgata nel 1703, precisamente in località Ara dei Lupi, a spese degli abitanti delle frazioni di: Chiuselle, Casalucra, Rocca degli Alberi e Liscia.
Chiesa di San Pietro
Sita nell'omonima contrada, fu costruita nel 1689 sul largario del Collemartorello.

### Architetture militari
Il Castello

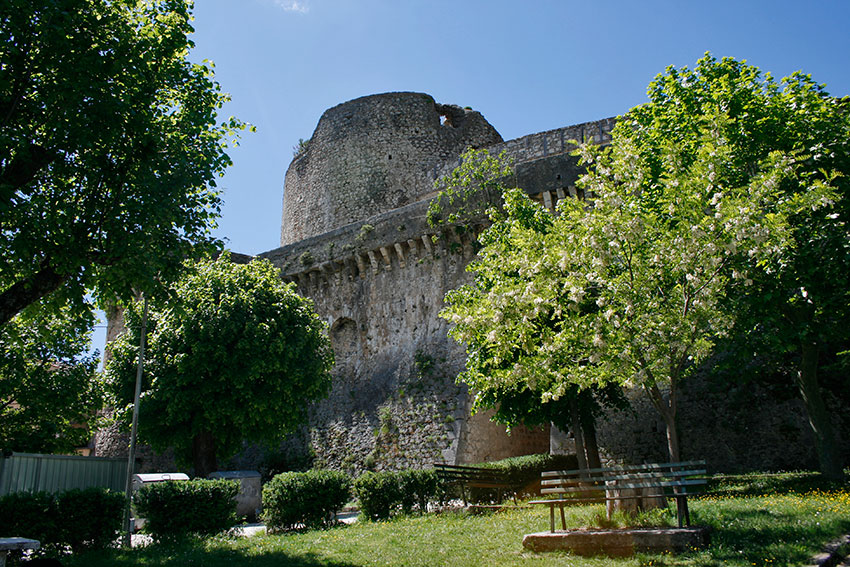
Castello di Picinisco

Il castello di Picinisco, con la cinta muraria, rivela fin dalle origini la sua funzione militare a difesa dell'area nord-est della Val Comino. Costruito nel 1054 dai due conti dei Marsi, Oderisio II e Rainaldo III, passò successivamente ai conti d'Aquino, ai Cantelmo e infine ai Gallio, che lo tennero fino all'estinzione della loro casata (1806).

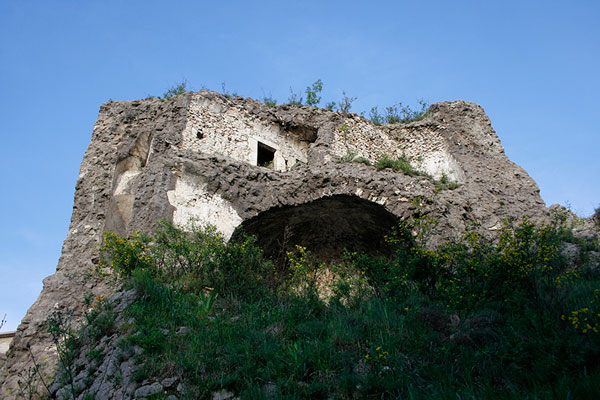
Castello di Picinisco, torre semidistrutta

Il castello domina ancora con la sua massiccia mole a pianta rettangolare su tutto il centro storico. A nord-est si affaccia su Valle Romana, attraversata dal fiume Melfa. A sud-est fa bella mostra del suo prospetto principale composto da torri, cortine a scarpa, cammino di ronda, feritoie arciere e archibugiere. Nella rimanente parte è circondato dalle abitazioni del paese. La parte architettonicamente più compromessa è quella del Largo Rione, gravemente colpita da un bombardamento aereo americano nel gennaio del 1944; la torre centrale a corpo cilindrico fu semidistrutta e tuttora versa in queste condizioni.

### Aree naturali
Il territorio di Picinisco è, nella sua quasi totalità, parte del parco nazionale d'Abruzzo, Lazio e Molise, il terzo parco più bello d'Europa secondo Lonely Planet. La parte montana vede alternarsi vallate erbose e ampie faggete, nelle quali è possibile incontrare animali come l'orso, il cervo, il camoscio appenninico, il lupo, l'aquila reale e molte altre specie rare. Le zone più elevate sono caratterizzate da creste rocciose, pietraie, morene glaciali e laghetti. Nel fondovalle i prati, i campi lavorati e i terrazzamenti testimoniano la presenza umana.

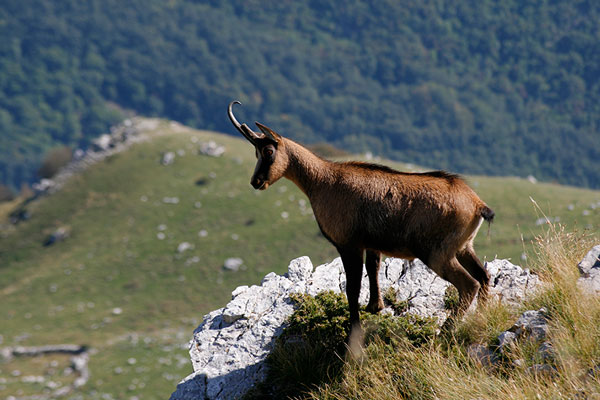
Camoscio appenninico
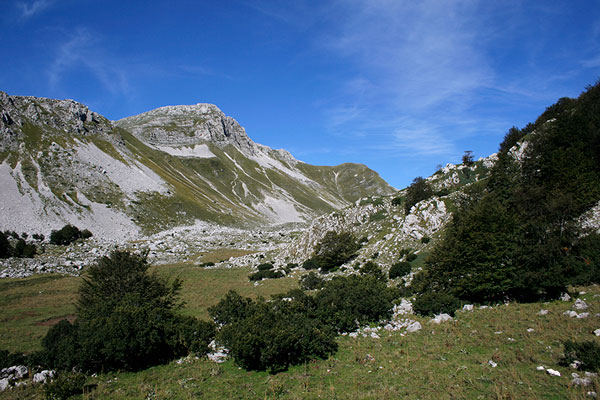
Valle Venafrana e monte Cavallo
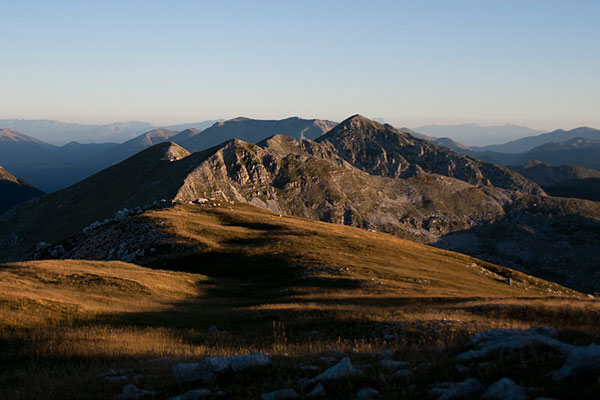
Monti Tartaro, Altare e Petroso
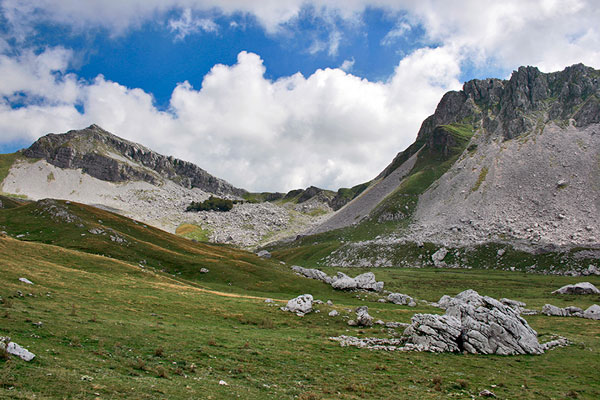
Verso Fonte Fredda

## Società

### Evoluzione demografica
Abitanti censiti

### Religione
La popolazione professa per la maggior parte la religione cattolica nell'ambito della diocesi di Sora-Cassino-Aquino-Pontecorvo

### Etnie e minoranze straniere
Al 1º gennaio 2017 la popolazione straniera residente era di 51 persone, rappresentante il 4,3% della popolazione residente a Picinisco. La comunità straniera più numerosa è quella proveniente dalla Romania con il 43,1% di tutti gli stranieri presenti sul territorio.
Le nazionalità rappresentate sono:
1. Romania: 22 - (43,14% del tot.)
2. Regno Unito: 9 - (17,65% del tot.)
3. Albania: 7 - (13,73% del tot.)
4. Ucraina: 4 - (7,84% del tot.)
5. Marocco: 2 - (3,92% del tot.)
6. Irlanda: 2 - (3,92% del tot.)
7. Belgio: 1 - (1,96% del tot.)
8. Svezia: 1 - (1,96% del tot.)
9. Gambia: 1 - (1,96% del tot.)
10. Lituania: 1 - (1,96% del tot.)
11. Austria: 1 - (1,96% del tot.)

### Lingue e dialetti
Il dialetto piciniscano, sviluppatosi dalle radici latine e influenzato dalle varie dominazioni straniere, è molto somigliante a quello degli altri paesi della valle di Comino, pur differenziandosi nell'accento, nei modi di dire, nelle forme grammaticali e sintattiche. Facendo riferimento alla Carta dei dialetti italiani viene classificato come dialetto laziale meridionale. Si tratta comunque di un dialetto di transizione tra i dialetti laziali centro-settentrionali propriamente detti e quelli dell’area cassinate, più affini all'abruzzese e al napoletano.

### Costume tradizionale
Oramai in disuso, il costume tradizionale di Picinisco risultava essere esteticamente molto ben curato. Secondo l'antica usanza i capi che lo costituivano erano i seguenti:
- Camicia: bianca con ampie maniche gradatamente strette verso i polsi guarniti di merletti; leggermente scollata, pieghettata o ricamata al petto. Negli avambracci si sovrapponevano dei manichini intonati al colore della veste.
- Sottana: una o più sottane venivano indossate per rendere più ampia e vaporosa la veste.
- Veste: detta sciareca, ampia e lunga fino ai talloni, molto pieghettata con bustino della stessa stoffa che copriva il petto e metà spalle, tanto da lasciare visibile la candida camicia sul davanti e sul dorso. Il bustino era sorretto da due bretelle "spallere". Un panno rosso di castoro con bordatura e filettatura d'oro (detto "squadra") veniva indossato sul retro e fermato alla vita con una "cinta" dorata. Sul davanti, invece, un grembiule rettangolare "pannuccia" di seta, di colore diverso dalla veste.
- Fazzoletto: ampio, ricamato e inamidato sulle spalle, i cui capi venivano accuratamente celati sul davanti tra la veste e il grembiule.
- Fazzoletto per la testa: di tulle bianco ricamato, piegato a triangolo; due pizzi, uniti, pendevano sulla nuca, mentre gli altri venivano singolarmente ripiegati sulla testa e fermati ai capelli con una spilla d'oro.
- Scialle: molto ampio, di vario colore; si indossava nei giorni rigidi.
- Calze: bianche e lunghe.
- Scarpe: basse, nere e senza tacchi.
- Capelli: se ne formavano due lunghe trecce, unite tra loro a guisa di "canestrina".
- Monili: orecchini d'oro, lunghi a pendolo e catenini d'oro al collo ("cateniglia").

Nel recarsi in chiesa la donna, in segno di rispetto, sovrapponeva al panno rosso un rettangolo di stoffa nera chiamato "squadrone".

### Tradizioni e folclore
- 17 gennaio: Sant'Antonio Abate, celebrazioni religiose e benedizione animali.
- 19 marzo: San Giuseppe, festeggiamenti in onore del Santo nell'omonima borgata.
- Venerdì Santo: due storiche e toccanti processioni distinte (uomini e donne) attraversano il paese. Vengono portati in spalla le statue della Madonna Addolorata e Cristo morto.
- 8 maggio: San Michele, accensione di un suggestivo e simbolicamente importante fuoco in onore del Santo, degustazione prodotti tipici.
- Ultima domenica di maggio: Madonna di Costantinopoli, processione e festeggiamenti nella borgata Serre.
- Corpus Domini: Storica infiorata per le vie del paese.
- 29 giugno: San Pietro, processione e festeggiamenti nella frazione che prende il nome dal Santo.
- 19 luglio: Santa Giusta, processione e festeggiamenti nella borgata antica.
- Prima domenica di agosto: Festa della montagna, tradizionale manifestazione tenuta annualmente in loc. Prati di Mezzo.
- 9 e 10 agosto: Pastorizia in Festival, evento etno-musicale all'insegna della riscoperta dei sapori e degli strumenti della tradizione locale.
- 10 agosto: San Lorenzo, processioni e festeggiamenti per il Santo patrono di Picinisco.
- 16 agosto: San Rocco, processione per le vie del paese.
- 19 agosto: festa dell'emigrante, manifestazione per omaggiare tutte le comunità piciniscane sparse nel mondo.
- 20 e 21 agosto: Santa Maria Assunta e Madonna di Canneto, processioni, pellegrinaggio e festeggiamenti.
- Terza domenica di settembre: Soavità d'autunno, giornata dedicata ai funghi, tra giochi popolari, lezioni di micologia e balli.

## Cultura

### Biblioteche
La biblioteca comunale si trova in via Largario Montano, all'interno dell'edificio che ospita anche la scuola elementare.

### Eventi culturali
Pastorizia in Festival - Manifestazione Internazionale con eventi culturali, enogastronomici ed esposiivi.
- Premio "L'Italia di D.H. Lawrence" - dedicato al famoso scrittore inglese.
- Premio Europeo di Narrativa "G. Ferri - D.H. Lawrence" - una due giorni culturale con numerosi ospiti internazionali.
- Festival delle Storie - manifestazione letteraria itinerante che vede protagonisti scrittori, filosofi, scienziati, giornalisti e artisti.
- Teatro dialettale.

### Enogastronomia
Vini DOC
Il territorio comunale è luogo di produzione di alcuni vini regolamentati dal disciplinare Atina DOC.
Formaggi
Pecorino di Picinisco D.O.P.

## Economia
Di seguito la tabella storica elaborata dall'Istat a tema Unità locali, intesa come numero di imprese attive, e addetti, intesi come numero di addetti delle imprese locali attive (valori medi annui).
|           | 2015                  |                              |                            |                |                       |                     | 2014                  |                | 2013                  |                |
| --------- | --------------------- | ---------------------------- | -------------------------- | -------------- | --------------------- | ------------------- | --------------------- | -------------- | --------------------- | -------------- |
|           | Numero imprese attive | % Provinciale Imprese attive | % Regionale Imprese attive | Numero addetti | % Provinciale Addetti | % Regionale Addetti | Numero imprese attive | Numero addetti | Numero imprese attive | Numero addetti |
| Picinisco | 37                    | 0,11%                        | 0,01%                      | 78             | 0,07%                 | 0,01%               | 37                    | 74             | 38                    | 75             |
| Frosinone | 33.605                |                              | 7,38%                      | 106.578        |                       | 6,92%               | 34.015                | 107.546        | 35.081                | 111.529        |
| Lazio     | 455.591               |                              |                            | 1.539.359      |                       |                     | 457.686               | 1.510.459      | 464.094               | 1.525.471      |

Nel 2015 le 37 imprese operanti nel territorio comunale, che rappresentavano lo 0,11% del totale provinciale (33.605 imprese attive), hanno occupato 78 addetti, lo 0,07% del dato provinciale; in media, ogni impresa nel 2015 ha occupato due addetti (2,11).

### Turismo
Picinisco, grazie soprattutto alla predisposizione territoriale, offre diverse opportunità turistiche sia nel periodo estivo che invernale.

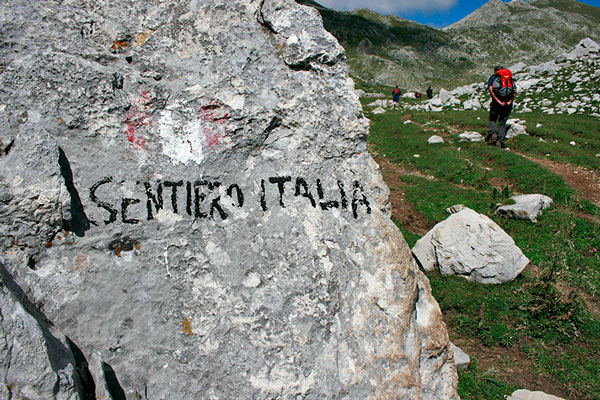
Sentiero Italia

- Trekking: in estate l'attività principale è sicuramente l'escursionismo. Dalla località di Prati di Mezzo è possibile usufruire della vasta rete di sentieri che offre il Parco Nazionale d'Abruzzo, Lazio e Molise. Bellissimi sentieri si diramano anche nelle immediate vicinanze del paese, attraversando boschi, oliveti, ruscelli, o costeggiando il caratteristico lago artificiale di Grotta Campanaro.
- Mountain Bike: quasi tutti i sentieri sono percorribili anche in MTB.

- Sport invernali: In inverno la ciaspolata, lo scialpinismo e lo sci, attirano sempre più persone. Anche in questo caso il sito di riferimento è Prati di Mezzo.
- Camping: due aree predisposte al campeggio ed al pic-nic sono presenti in loc. Prati di Mezzo.
- Arrampicata: a pochi km dal centro del paese è presente una splendida falesia immersa nel bosco ("Morge del Corvo") che offre circa 250 vie attrezzate di vario grado e con altezze che raggiungono anche i 35 metri. In inverno, a quote più alte, è possibile praticare l'arrampicata su ghiaccio.
- Torrentismo: sport in crescita praticabile nel fiume Melfa.[senza fonte]

## Amministrazione
A seguito del riordino delle circoscrizioni provinciali stabilito dal regio decreto n. 1 del 2 gennaio 1927, per volontà del governo fascista, quando venne istituita la provincia di Frosinone, Picinisco passò dalla provincia di Terra di Lavoro a quella di Frosinone.

### Altre informazioni amministrative
- Fa parte della Comunità montana Valle di Comino.
- Fa parte del Parco nazionale d'Abruzzo, Lazio e Molise.
- Fa parte dell'Unione dei comuni "Cominium"